# Orphnurgus dorisae
Orphnurgus dorisae är en sjögurkeart som beskrevs av Pawson 2002. Orphnurgus dorisae ingår i släktet Orphnurgus och familjen Deimatidae. Inga underarter finns listade i Catalogue of Life.